# 半田屋
株式会社半田屋（はんだや）は、宮城県仙台市に本社を置く、「大衆食堂 半田屋」などを運営する企業である。

## 概要
自社ブランドである「大衆食堂 半田屋」を直営およびフランチャイズにより全国展開している。また、佐川アドバンスとの業務提携により社員食堂「半田屋 佐川急便厚生棟店」（2008年12月1日開店）を運営している。他に、仙台市で自社ブランドの回転ずし店「きらら寿司」、および、他社ブランドの「びっくりドンキー」「餃子の王将」も営業している。
かつて「めしのはんだや」のブランド名で、宮城県仙台市を中心にチェーン展開していた。1970年代後半にはTBCテレビなどで「うまい やすい めしのはんだや　味噌ラーメンも あ・る・よ!」や、1980年代後半〜1990年代初頭まではテレビCMを放映していた。

## 「めしのはんだや」発祥

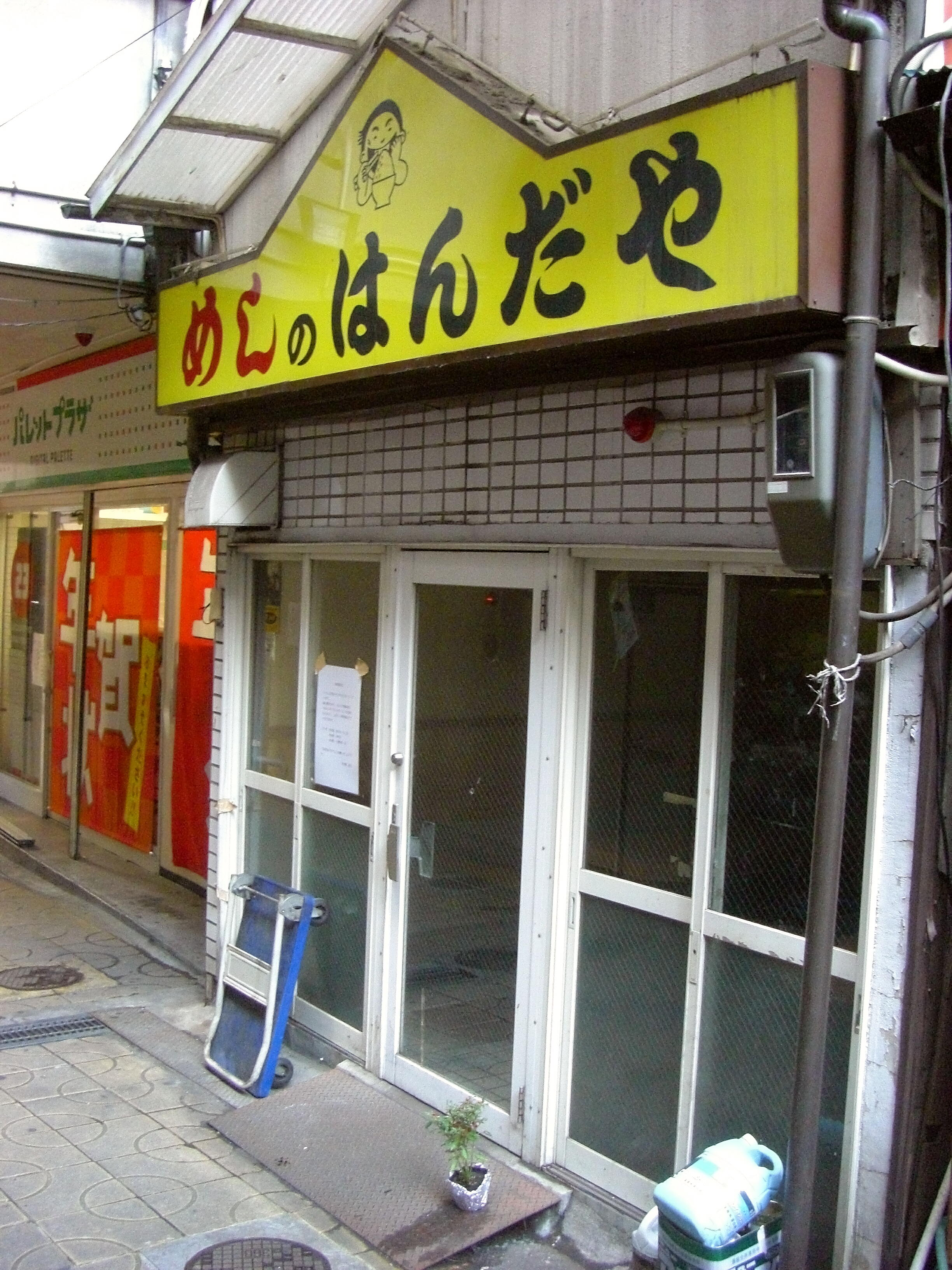
めしのはんだや駅前店

戦後占領期の仙台駅前（西口）には屋台や青空市場（後の仙台朝市）などが並んでいたが、1950年（昭和25年）に青葉通の建設が始まると、建設中にも関わらず同通りの歩道部分にも屋台が連なるようになった。青葉通が完成した1954年（昭和29年）、国鉄（現在のJR）仙台駅西口側の名掛丁にあった菓子工場の跡地に「じゃんじゃん横丁」（小新堂通）が設置された。1958年（昭和33年）6月11日、その「じゃんじゃん横丁」（小新堂通）において、庶民に腹一杯食事をしてもらうことを願って「めしのはんだや」が創業した。創業者に近い古川の協力者から仕入れた食材を使い「はんだやのメシはササニシキ100%」「安くて美味い物を心豊かにお腹いっぱい」食べることが出来る店としてカフェテリア形式で展開した。
この1号店は駅前店（座席数13席、仙台市青葉区中央1-8-30、北緯38度15分42.1秒 東経140度52分48.2秒）として長く営業を続け、終戦後の闇市飲食店的雰囲気を伝えており「聖地」と呼ばれていたが、再開発の影響により2008年（平成20年）7月26日に閉店した。

## 「めしのはんだや」と「大衆食堂半田屋」

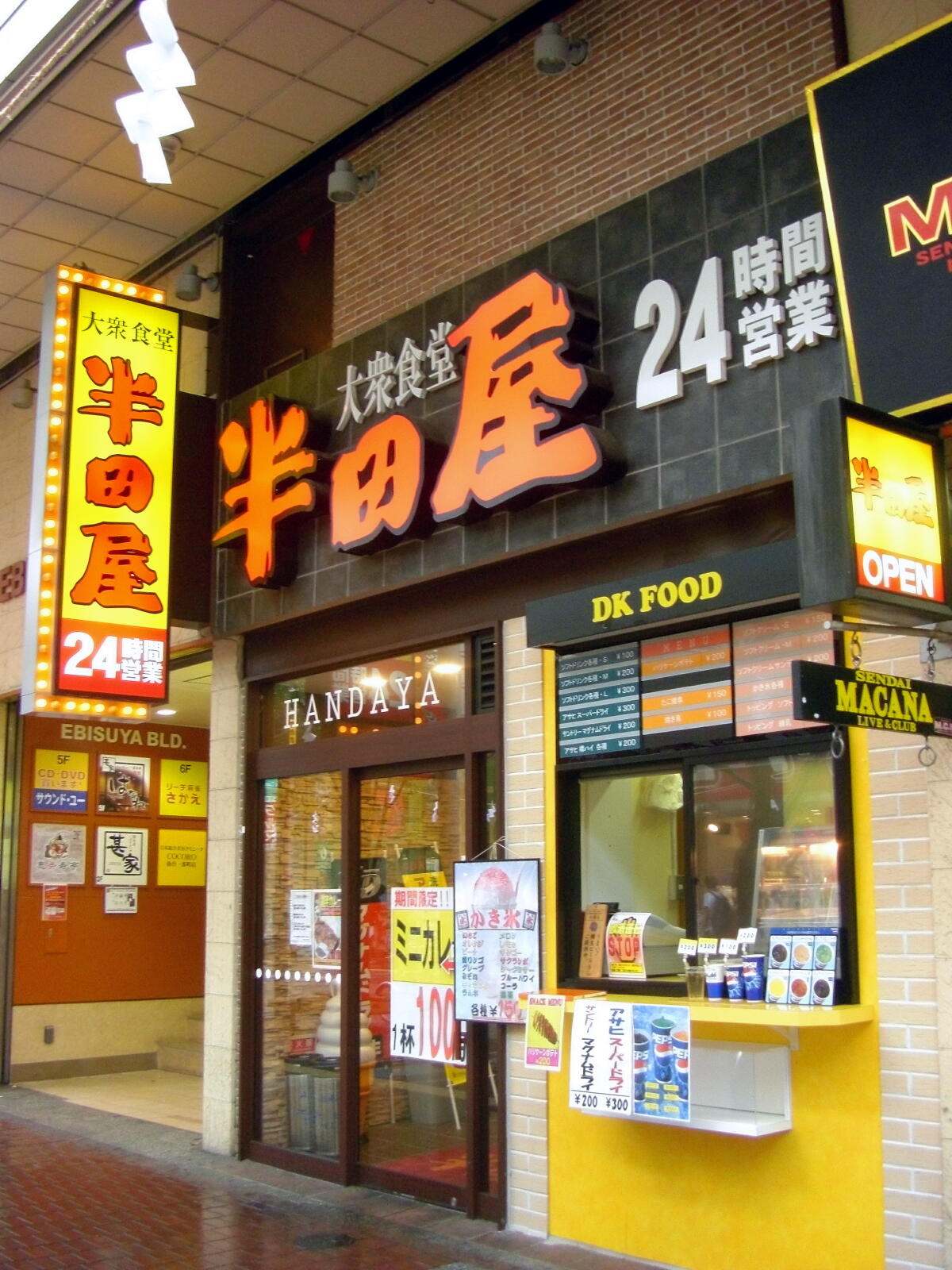
大衆食堂半田屋仙台一番町店

1980年代までは、店舗名が「めしのはんだや」ブランドのみで、伝票方式のみの精算方法をとっており、仙台市周辺のみの店舗展開であった。1990年代になり、座席数の多い郊外店の「めしのはんだや」では、カフェテリア方式の導入が始まった。店舗によっては、ファミリーレストランを意識したソファー型ボックス席を設置する等の改革が図られた。この頃、北海道札幌市など宮城県以外の地域へも「めしのはんだや」ブランドで出店を始め、一部ではフランチャイズ展開も開始した。
2000年頃からは、内外装にレンガや木をふんだんに使ったおしゃれな雰囲気の「大衆食堂半田屋」ブランドで中田店を皮切りに改装を開始。インテリアには、籐椅子やソファー型ボックス席を多用し、おしゃれなファミリーレストランの雰囲気を出し、イメージチェンジが図られた。
「めしのはんだや」ブランドでは "安い飯を大量に" をモットーとしていたが、「大衆食堂半田屋」ブランドでは、ソフトクリームやフルーツなどのデザートの拡充、ドリンクメニューの追加、大皿から自分の好きな分だけ取れるおかずの導入、一貫から選べる寿司、女性向けの "少量で多種類の食事"などを導入した。
「めしのはんだや」としては仙台市と札幌市のみの展開だったが、この「大衆食堂半田屋」ブランドの成功により、全国へ出店攻勢をかける事になる。この結果、現在は公式HPで「めしのはんだや」のひらがな表記店舗を確認することは出来ない。最後まで「はんだや」を冠していた六丁の目店も、2009年7月3日のリニューアルにより「半田屋」に外装を衣替えされ、すべての「はんだや」が姿を消した。

## セルフ方式とオーダー方式
はんだやは店舗によって注文・精算方式が分かれる。まず、何を食べるかを選ぶ注文の段階では、従来からのセルフ方式店舗に加え、最近ではオーダー方式の店舗も存在する。精算の段階で分類すると、セルフ方式店舗において、伝票方式とカフェテリア方式とに分かれ、食事と精算の順序が異なる。

### セルフ方式
はんだやは、従来からセルフ方式 の店舗がメインになっている。まず、店に入ってトレーを取り、並んでいる単品のおかずから自分の好きなものをトレーにのせ、バックヤードに続く窓口のところに行く。窓口では、ご飯や麺類などの主食を注文する。ご飯はその場で盛り付けて渡されるが、麺類の場合は番号札を渡される。
この後の利用法が「伝統の伝票方式」と「現在のカフェテリア方式」とで大きく違っていた。
カフェテリア方式の店舗の場合は、そのままレジに並んで精算し、その後食事をすることになるが、伝票方式の店舗の場合は、食べ物を取り終えた時点でお金を払わずに 空いている席に座り、そのまま食べ始めてよい。店員が無言で斜め後ろ辺りに寄って来て、食べているものを伝票に書き込む。書き終わると、伝票を斜め後ろからテーブルの上にすっと置き、店員は無言のまま立ち去る。食事がすんだら下膳口に下膳して、伝票をレジに持って行き、精算して店を出る。
「めしのはんだや」　ブランドでは、店舗によって伝票方式とカフェテリア方式とに分かれていたが、「めしのはんだや」ブランドは現在では絶滅しており古くからのはんだや好きからは伝票方式の復活望む声もきかれる。残った「大衆食堂半田屋」では、全ての店舗でカフェテリア方式が採用されている。

### オーダー方式
なお、最新の半田屋には、吉野家と同じようなカウンター方式で注文をとる店舗も出来た。セットメニュー（180円、250円、350円）がメインで、ラーメン200円、そば・うどん120円、カレーライス250円などのメニューもある。「セルフ方式」は注文をとる従業員の分の人件費はかからないが、入店から退店までの時間がかかり、客の回転率がよくないという問題があった。そのため、仙台のビジネス街に出店した半田屋で、この「オーダー方式」が導入され始めている。客の回転率を高くして収益性を上げることで、三大都市圏のビジネス街でも戦えるようなデータを集めていると考えられる。「半田家」ブランドのこの食券方式は中央2丁目店（仙台駅前きらら寿司横）の失敗で絶滅したと思われていたが、滝沢ハイウエイ食堂（上下）などで復活している。

## はんだやの象徴
はんだや（半田屋）には「はんだや三種の神器」とも呼ばれる三つの象徴がある。学生利用者が多い、はんだやならではのユーモアであるとも言われている。
「生れた時からどんぶりめし」
はんだやは、創業以来「生れた時からどんぶりめし」 のキャッチコピーを使用している。幼い女の子が口を大きく開けてどんぶりめしを頬張る写真とこのキャッチコピーが書かれたポスターが店の上方に掲げられている。これは、「大衆食堂半田屋」 ブランドでも変わらず続いている。初期のポスターには、「メシはすべてササニシキ100%　心豊かにハラいっぱい　お召し上がり下さい」と表示されていたが、現在では削除されている。
2021年には、この女の子をイラスト化し公式キャラクターとなった。
2021年11月にはヴィレッジヴァンガードからポスターの画像をプリントしたTシャツなどのグッズが販売されている。
「貸借は友を失う」ゲーテ
「めしのはんだや」 ブランドの店では、小さなお札くらいの大きさに、達筆で書かれた「貸借は友を失う ゲーテ」の文言が店内のいたるところに貼ってあった。実際はこの金言はゲーテによるものでは無く、ハムレット第一幕、第三場 59行目 フランスへ旅立つ息子レアティーズに忠告するポローニアスの台詞からとったものである。
借手にもなるな、貸手にもなるな。
借金は倹約の刃鋒を 鈍くし、
貸金は動もすれば 其元金を失ひまた其友をも失ふ。
幻の「めし（大）」
はんだやを語る上で欠かせないのが「めし」の存在である。米の名産地である宮城県に立地するチェーンである以上、顧客の米の食味に対する要求水準は高い。はんだやはあくまで宮城県産米の使用を堅持することにより、米にうるさい仙台市民・宮城県民の満足を勝ち得てきた。はんだやは、創業した戦後まもない頃から、ご飯の盛りが多いことを店の特徴としてきた。戦後60年も経ち、グルメブームを経験した現在において、その盛り具合は異質でさえある。ご飯の盛りは小さい方から、ちょい盛（120g）・ミニ（180g）・並（220g）・小（320g）・中（480g）となっており、「並」より「小」の方が盛りが多い。
なお、メニューにはこれらより上の 「めし （大）」があるが、価格が表示されていないどころか、「とても食べられません。（中）で充分です」 と書いてある。伝票方式の場合には「とても食えない。（中）でたくさんです。」と伝票にも印字されている。

ただし一部の店舗では「めし（大）」が提供されている。例をあげれば、石川県の「野々市店」では「めし（大）」（800g）を「270円」で販売している。「めし（大）」は、「めし（中）」の上に「めし（小）」のどんぶりをひっくり返してごはんを盛り、しゃもじで、ごはんがこぼれないように整えてから提供される。また、半田屋では地方の実情に合わせ、ごはんの炊き方を替えており、石川県では「やわらかめ」にしている。

## 店舗展開
「めしのはんだや」 ブランド時代は、本社のある仙台市と、札幌市のみに店舗展開をしていたが、仙台市内での 「大衆食堂半田屋」 ブランドの成功により全国展開を始めた。
まず、全国展開の初期には、競輪場・競馬場・競艇場などの周辺に出店している。
- 広島市の宇品店(2023年4月24日閉店)
- 愛知県一宮市の一宮富士店（閉店）
- 名古屋市の名古屋競馬場前店（閉店）
- 宇都宮市の宇都宮今泉店（閉店）

などがこの例。ここで客層や客単価の分析が進み、競馬場等の近く以外でも出店するようになる。
次なる客層を狙い、兵庫県三木市に関西1号店を出店した。店舗は、山陽自動車道・三木小野ICから出てすぐの国道175号沿道にあった。この店舗は、オートバックスとのコラボレーションとして注目を集めた。しかし、何らかの理由で撤退に到っている。
その後、仙台市・札幌市（アンビーレストランサービス店は倒産閉店）・広島市を核に出店。従来のロードサイド単独店以外の出店方式として、若者が集まる中心商業地や駅前に進出したり、郊外ショッピングセンター等の店子としての出店形式も取り入れている。
- 中心商業地、または、駅前立地の例
  - 広島市の紙屋町店（2015年4月26日閉店）
  - 仙台市のBiVi仙台駅東口店
  - 京都市のBiVi二条店（閉店）

- 高速道路の休憩施設への出店
  - 東北自動車道・滝沢パーキングエリア
  - 東北自動車道・北上金ヶ崎パーキングエリア

- 郊外ショッピングセンター等の店子の例
  - 東京都北池袋のパウ北池袋店（2007年6月24日閉店）
  - 上川郡東神楽町や空知郡中富良野町のスーパーセンターBESTOM店内（BESTOM中富良野店は閉店）
  - 東京都稲城市フレスポ若葉台の若葉台店（2007年6月28日閉店）

2004年に北池袋店が開店した際には、首都圏ローカルの雑誌やTBSのテレビ番組『王様のブランチ』で取り上げられるなど注目を浴びた。また、『日本経済新聞』（東北版）2006年10月18日朝刊には、東京都内に食券方式の小型店舗を展開する方針との記事が掲載された。しかし実際には、2007年6月に東京・千葉地区で半田屋のフランチャイズを行なっていた株式会社ポポラーレが、同地区での半田屋事業を見直し4店舗を閉鎖したために、2010年2月現在都内及び千葉には店舗が存在しない。また、札幌市内で2店舗を運営していたフランチャイジーのセブンレストランシステムが2020年に倒産したときは、当該の2店舗を直営に切り替えて営業を継続している。
最大時は47店舗（うち直営7店舗）を展開していた半田屋だが、2023年の宇品店閉店をもって西日本エリアから撤退。2024年4月時点で店舗総数は21店舗に減少している。21店舗のほとんどが北海道・東北地区に集中し、同地区以外の出店は川越店（埼玉県）のみとなっている。